# Règle de Raabe-Duhamel
Pour les articles homonymes, voir Raabe et Duhamel.
En mathématiques, la règle de Raabe-Duhamel est un théorème permettant d'établir la convergence ou la divergence de certaines séries à termes réels strictement positifs, dans le cas où une conclusion directe est impossible avec la règle de d'Alembert. Elle tire son nom des mathématiciens Joseph Raabe et Jean-Marie Duhamel.

## Énoncé
Règle de Raabe-Duhamel — Soit {\displaystyle \left(u_{n}\right)} une suite de réels strictement positifs.
- Si (à partir d'un certain rang) {\displaystyle {\frac {u_{n+1}}{u_{n}}}\geq 1-{\frac {1}{n}}}, alors {\displaystyle \sum u_{n}} diverge.
- S'il existe {\displaystyle b>1} tel que (à partir d'un certain rang) {\displaystyle {\frac {u_{n+1}}{u_{n}}}\leq 1-{\frac {b}{n}}}, alors {\displaystyle \sum u_{n}} converge.

Cette règle est un corollaire immédiat de celle de Kummer (section ci-dessous).
Dans le cas particulier où la suite {\displaystyle \left(n\left({\frac {u_{n+1}}{u_{n}}}-1\right)\right)_{n}} admet une limite réelle - α, ce qui équivaut à
{\displaystyle {\frac {u_{n+1}}{u_{n}}}=1-{\frac {\alpha }{n}}+o\left({\frac {1}{n}}\right)},
la règle de Raabe-Duhamel garantit que :
- si α < 1, {\displaystyle \sum u_{n}} diverge ;
- si α > 1, {\displaystyle \sum u_{n}} converge.

Si α = 1, l'exemple de la série de Bertrand montre que l'on ne peut pas conclure.

## Exemple
Soient {\displaystyle x,y>0}. La série de terme général
{\displaystyle u_{n}={\frac {x\left(1+x\right)\left(2+x\right)\dots \left(n+x\right)}{y\left(1+y\right)\left(2+y\right)\dots \left(n+y\right)}}}
est divergente si {\displaystyle y\leq x+1} et convergente si {\displaystyle y>x+1}.
En effet :
{\displaystyle {\frac {u_{n+1}}{u_{n}}}=1-{\frac {y-x}{n+1+y}}}.

## Règle de Kummer
La règle de Kummer peut s'énoncer comme suit, :

Soient (un) et (kn) deux suites strictement positives.
- Si ∑1/kn = +∞ et si, à partir d'un certain rang, knun/un+1 – kn+1 ≤ 0, alors ∑un diverge.
- Si lim inf (knun/un+1 – kn+1) > 0, alors ∑un converge.

Henri Padé a remarqué en 1908 que cette règle n'est qu'une reformulation des règles de comparaison des séries à termes positifs.
Un autre corollaire de la règle de Kummer est celle de Bertrand (en prenant kn = n ln(n)), dont le critère de Gauss, est une conséquence.